# Pachydema immanipalpis
Pachydema immanipalpis är en skalbaggsart som beskrevs av Baraud 1979. Pachydema immanipalpis ingår i släktet Pachydema och familjen Melolonthidae. Inga underarter finns listade i Catalogue of Life.